# Coscaronia antennalis
Coscaronia antennalis är en tvåvingeart som beskrevs av Cortes 1986. Coscaronia antennalis ingår i släktet Coscaronia och familjen parasitflugor. Inga underarter finns listade i Catalogue of Life.